# Mattias Johansson
Mattias Johansson (* 16. Februar 1992 in Jönköping) ist ein schwedischer Fußballspieler, der auf der Position des rechten Außenverteidigers agiert.

## Karriere
Mattias Johansson begann seine Profikarriere im Januar 2010, als er von den Akademien des schwedischen Erstligisten Kalmar FF in den Profikader wechselte. 2010 debütierte er im Europapokal im Rahmen der Qualifikation für die UEFA Europa League. 2012 wechselte er zu AZ Alkmaar in die Eredivisie, wo er einen Vierjahresvertrag unterzeichnete und 2013 mit dem KNVB-Pokal den ersten Profititel seiner Karriere gewann. 2017 wechselte Johansson zu Panathinaikos Athen nach Griechenland. 2020 wechselte er in die Türkei zu Gençlerbirliği Ankara. Von 2021 bis 2023 trug er das Trikot von Legia Warschau.

## Nationalmannschaft
2014 stand Johansson in der Auswahl der schwedischen Nationalmannschaft. Gegen die Mannschaften aus Dänemark, Belgien und Estland kam er zu drei Einsätzen. Zuvor war er über Jahre fester Bestandteil der Nachwuchsnationalmannschaften und kam auf insgesamt 43 Spiele.

## Erfolge
- KNVB-Pokal: 2013